# Turn 10 Studios
Turn 10 Studios is een Amerikaans computerspelontwikkelaar gevestigd in Redmond (Washington). Het bedrijf werd in 2001 door Microsoft Studios opgericht om racespellen voor de Xbox-consoles te ontwikkelen. Met dat doel startte het bedrijf de Forza-serie.
Inmiddels heeft het bedrijf zeven Forza Motorsport-spellen ontwikkeld en in samenwerking met Playground Games, drie spellen in de Forza Horizon-reeks.

## Ontwikkelde spellen
| Release | Titel              | Platform                           |
| ------- | ------------------ | ---------------------------------- |
| 2005    | Forza Motorsport   | Xbox                               |
| 2007    | Forza Motorsport 2 | Xbox 360                           |
| 2009    | Forza Motorsport 3 | Xbox 360                           |
| 2011    | Forza Motorsport 4 | Xbox 360                           |
| 2012    | Forza Horizon      | Xbox 360                           |
| 2013    | Forza Motorsport 5 | Xbox One                           |
| 2014    | Forza Horizon 2    | Xbox 360, Xbox One                 |
| 2015    | Forza Motorsport 6 | Windows, Xbox One                  |
| 2016    | Forza Horizon 3    | Windows, Xbox One                  |
| 2017    | Forza Motorsport 7 | Windows, Xbox One                  |
| 2018    | Forza Horizon 4    | Windows, Xbox One                  |
| 2019    | Forza Street       | Windows, iOS, Android              |
| 2021    | Forza Horizon 5    | Windows, Xbox One, Xbox Series X/S |